# ظلال العائلة
ظلال العائلة هي رواية للكاتب الفلسطيني محمود شقير صدرت عام 2019 باللغة العربية عن دار نوفل- هاشيت أنطون، تقع في 335 صفحة. تركز الرواية على تفاصيل الحياة الفلسطينية في ظل الإحتلال والصراعات الداخلية والخارجية التي تؤثر على العلاقات الأسرية.
هي الرواية الأخيرة ضمن ثلاثية فرس العائلة، و مديح لنساء العائلة، و وظلال العائلة، وتحكي الثلاثية سيرة فرع من فروع قبيلة "العبداللات" البدوية، وهجرتها من قلب الصحراء إلى القدس وبالتالي تحوّلها من قبيلة رعوية إلى العمل في الزراعة ومن ثم التجارة. قسمها شقير إلى أربعة أقسام (ظل، ظل أخر، كأنه ظل، كأنه ظل أخر).

## ملخص الرواية
تركز الرواية على حياة عائلة العبدالات وهي عائلة بدوية هاجرت من قلب الصحراء إلى ضواحي القدس وتحولت من حياة الرعي إلى الزراعة ثم التجارة. يتناول شقير تطور المجتمع المقدسي موضح التغيرات الإجتماعية والاقتصادية التي طرأت عليه. وتتحدث الرواية عن قصة حب بين قيس سائق سيارة الإجرة المثقف من ال العبداللات، وليلى مُدرسة من عائلة برجوازية. يواجهون قيس وليلى صعوبات كبيرة بسبب رفض عائلة ليلى لقيس، بالإضافة إلى تعقيدات اجتماعية معقدة حيث تتعرض ليلى لإعتداء وحشي على يد متطرف ديني يشوه وجهها وهذه اشارة واضحة إلى العنف المجتمعي الذي يواجهه الفلسطينيون في القدس.
تهدف الرواية لشرح الواقع الصعب للمجتمع المقدسي، بسبب الاحتلال من جهة، والمبادئ الاجتماعية الجديدة الناتجة عن التفسخ المجتمعي وما نتج عنه من ظواهر مثل، الطبقية والعنصرية بين أهل المدينة الأصليين، و ظاهرة التطرف الديني التي تنبت في مجتمعاتنا فتسمم البيئة. كما يؤكد شقير أن للقدس تاريخ لا يمكن اختصارع بقلم أو إقصاؤه بتزوير الحقائق.